# Гранове (Кам'янський район)
Гра́нове — село в Україні, у Кам'янському районі Дніпропетровської області. Населення за переписом 2001 року становить 51 особа. Входить до складу Верхівцівської міської громади.

## Географія
Село Гранове знаходиться біля джерел річки Саксагань, на відстані 0,5 км від сіл Калинівка, Дубове і Полівське. Поруч проходить залізниця, станція Гранове за 0,5 км.

## Населення

### Мова
Розподіл населення за рідною мовою за даними перепису 2001 року:
| Мова       | Відсоток |
| ---------- | -------- |
| українська | 94,1 %   |
| російська  | 5,9 %    |